# エアバス・ヘリコプターズ
エアバス・ヘリコプターズ（Airbus Helicopters、旧称 ユーロコプター・グループ（Eurocopter Group））は、世界屈指の大手ヘリコプターメーカである。ユーロコプターはエアバスの子会社であり、民間・軍用双方のヘリコプターの製造・サポートを行っている。
2020年の世界市場シェアは48パーセント。

## 歴史
1992年にフランスのアエロスパシアルとドイツのメッサーシュミット・ベルコウ・ブローム（ダイムラークライスラー・エアロスペース）の、双方のヘリコプター部門が合併してユーロコプターが設立された。ユーロコプターはメッサーシュミットやフォッケウルフ、リオレ・エ・オリビエやブレリオの系譜を受け継いだ企業でもある。1995年に初飛行し、フライ・バイ・ワイヤを採用したNHインダストリーズ NH90の開発に携わり、フェネストロンを採用したEC 135も開発した。2000年には親会社が合併し、EADSとなったことでユーロコプターの株主も一元化され、EADSの完全子会社となった。2014年1月、ブランド戦略のため「エアバス・ヘリコプターズ」に社名を変更した。これに先駆け、親会社のEADSも社名を「エアバス・グループ（現・エアバス）」に変更している。
今日、ドイツのドナウヴェルト、オットブルン、カッセルとスペインのマドリード、アルバセテとフランスのマリニャーヌ、ラ・クールヌーヴへ7つの工場を保有している。さらに世界中に24社が子会社としてユーロコプターと契約している。
社報として季刊誌『ローター・ジャーナル』を発行している。

## 日本において
日本においてはエアバス・ヘリコプターズ・ジャパン株式会社が輸入販売、整備・修理および改造、操縦士・整備士の訓練等を行っている。以前は伊藤忠商事が株式の90%を保有するユーロヘリ株式会社が日本におけるユーロコプターの総代理店となっていたが、ユーロコプターが伊藤忠商事の保有するユーロヘリの株式90%のうち80%を買い取り子会社化し、2009年4月1日から社名をユーロコプター・ジャパンに、2014年1月8日に現社名に変更した。
兵庫県神戸市の神戸空港島に、2012年4月に整備場と訓練施設の拠点となる格納庫が設置された。

## 製品
製品はすべて回転翼機（ヘリコプター）であり、固定翼機などは製造していない。またエアバス・ヘリコプターズへの社名変更に伴い生産中の製品名を変更している。

### 民間用
| 画像(所属)                         | 機種名・特徴                                                                             | エンジン                                                       | 初飛行               | 乗員 / 乗客 |
| ---------------------------------- | ---------------------------------------------------------------------------------------- | -------------------------------------------------------------- | -------------------- | ----------- |
| ポーランド・個人所有機             | EC120 コリブリ（Colibri ）                                                               | ターボメカ・アリウス2F x 1                                     | 1994/4/21            | 2人 / 5人   |
| イタリア消防ヘリ                   | AS350 エキュレイユ（Ecureuil） 小型単発機                                                | ターボメカ・アリエル1B x 1                                     | 1974/6/27            | 2人 / 4人   |
| 日本・民間救急ヘリ                 | AS355 エキュレイユ2 小型双発機                                                           | ターボメカ・アリウス1A x 1                                     | 1979/10/3            | 2人 / 4人   |
| ポーランド・個人所有機             | EC130(en) 小型単発機                                                                     | ターボメカ・アリエル2B1 x 1                                    | 1999/6               | 2人 / 6人   |
| 読売新聞社所有機                   | EC135 小型双発機                                                                         | P&W 206B2 または ターボメカ・アリウス2B2 x 2                   | 1994/2/15            | 2人 / 6人   |
| ウルム連邦軍病院所属機             | BK117（MBB/川崎） メッサーシュミット・ベルコウ・ブロームと川崎重工の共同開発機           | ターボメカ・アリエル1E x 2                                     | 1979/6/13            | 2人 / 9人   |
| 2011年パリ航空ショー               | EC145T2 BK117C2の改良版                                                                  | ターボメカ・アリエル2E x 2                                     | 1979/6/13            | 2人 / 9人   |
| 朝日新聞社所有機                   | AS365 ドーファン（Dauphin） 消防・警察・報道・輸送など、あらゆる用途で運用される中型機   | ターボメカ・アリエル2C x 2                                     | 1965/4               | 2人 / 12人  |
| フジテレビジョン所有機             | EC155 ドーファン（Dauphin） AS365を高性能化・低騒音化した機体                            | ターボメカ・アリエル2C1 x 2                                    | 1965/4 (SA365として) | 2人 / 11人  |
| ドイツ連邦警察署所属機             | AS332 シュペル・ピューマ（Super Puma） 重量物資輸送に使用される大型機                    | ターボメカ・マキラ1A1 x 2                                      | 1978/9/13            | 2人 / 24人  |
| 海上保安庁所属機                   | EC225 シュペル・ピューマ マークII+（Super Puma mkII+） AS332の機能と整備性を向上した機体 | ターボメカ・チェルモC x 2                                      | 2000/11              | 2人 / 21人  |
|                                    | H160 AS365の後継機                                                                       | P&WCエンジン または サフランヘリコプターエンジン・アラノ1A x 2 | 2015/6/13            | 2人 / 12人  |
| エアバス・ヘリコプター所有のデモ機 | EC175                                                                                    | プラット・アンド・ホイットニー・カナダ PT6C-67E x 2            | 2009/12              | 2人/16人    |

### 軍用
| 画像(所属)                                   | 機種名・特徴 |
| -------------------------------------------- | --- |
| スペイン空軍所属機                           | EC120B コリブリ（Colibri ） EC120の軍用型、小型汎用ヘリ                                                                         |
| デンマーク空軍所属機                         | AS550 フェニック（Fennec ） AS350 エキュレイユの軍用型、小型汎用ヘリ                                                            |
| アルゼンチン海軍所属機                       | AS555 フェニック2（Fennec 2 ） AS355 エキュレイユ2の軍用型であり、AS550 フェニックの双発型                                      |
| スイス空軍所属機                             | EC635(en) EC135の軍用 |
| アメリカ陸軍所属機                           | UH-72 ラコタ （Lacota） EC145の軍用型                                                                                           |
| イスラエル空軍所属機                         | AS565 パンテル（Panther ） AS365 ドーファンの軍用型 AS565UB - 陸軍向け対戦車攻撃型 AS565SB - 海軍向け対潜・対水上戦・捜索救難型 |
| スイス空軍所属機                             | AS532 クーガー（Cougar ） AS332 シュペルピューマの軍用型。汎用輸送型だが武装タイプもある                                        |
| パリエアショーでのデモンストレーション機     | EC725 クーガーMkII+（Cougar MKII+ ） AS532のキャビンを大型化、搭載重量を引き上げた機体                                          |
| ドイツ連邦軍所属機                           | EC665（Tiger ） 戦闘ヘリ |
| ドイツ国際航空ショーでのデモンストレーション | NH90 4カ国共同開発の大型ヘリ（NHインダストリーズ）                                                                              |

## 製品の特徴

### メインローターの回転方向
ユーロコプターの機体の中で旧アエロスパシアルの機体は、メインローターが上から見て時計回りに回転している。一方、米国メーカーは反時計回りであることが多い。これによってテイル・ロータが発生している推力の向きも逆になるため、推力を変化させた際のパイロットによるアンチトルク操作が逆になる、よって機種を転換する場合にはその点において考慮が必要である。

### フェネストロン

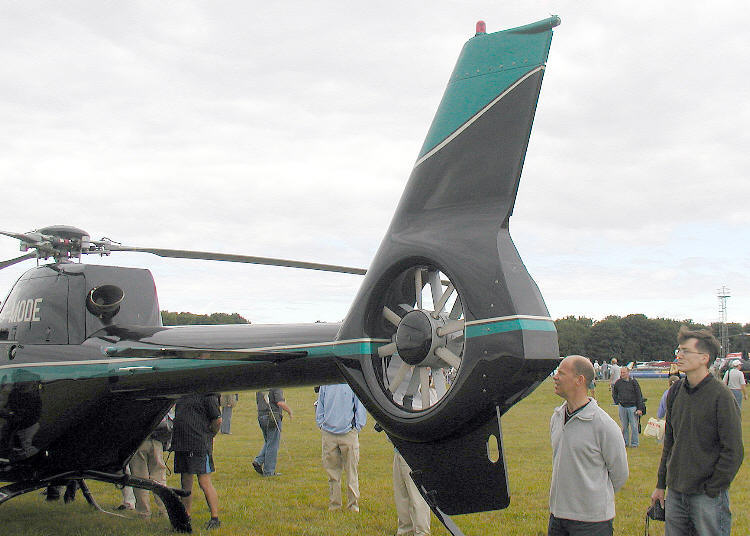
フェネストロン

製品の多くにはシュド・アビアシオン時代に開発されたダクテッドファン型のテイルローター『フェネストロン』が採用されている。これは一般的なテイルローターよりも安全で、効率も高いと同社は主張している。また、騒音が小さいことも大きなセールスポイントとしている。なお、すでに特許が切れているため他社でも採用されている。

### 騒音対策
フェネストロン以外にも騒音対策に力を入れており、2010年にはメインローターのブレード先端を後退させた変形翼とすることで騒音を低減する「ブルーエッジ」と呼ばれる技術を開発した。またブレードの後部にあるフラップを動かすことで、周期的に発生するヘリ特有の騒音を低減する「ブルーパルス」という対策技術も同時に発表した。

## 開発中の製品
- ユーロコプター X3
- エアバス・ヘリコプターズ H140
- エアバス・ヘリコプター X6
- エアバス・ヘリコプター X9

## 世界記録
- 2005年5月14日、ユーロコプター社所属のパイロットの操縦により、エベレスト山頂への着陸に成功。航空機による世界最高高度着陸記録を達成した。使用した機体はAS350。